# Daddy DJ (Lied)
Daddy DJ (englisch für „Papa DJ“) ist ein Lied des französischen Musikprojekts Daddy DJ. Der Song erschien am 22. Juni 2000 als erste Single des Debütalbums Let Your Body Talk und wurde ein europaweiter Erfolg.

## Inhalt
Daddy DJ handelt von einem Kind, dessen Vater DJ ist und das gern mit diesem auf Partys gehen will. Das Kind beschwert sich, dass es immer allein zuhause gelassen wird und nicht bis zum nächsten Morgen im Club tanzen darf. Es weiß, dass sich sein Vater schlecht fühlt, weil er immer die Nächte durchmacht. Dabei will es einfach nur mitfeiern.

“Daddy DJ, please take me to the party

And let me dance along until the lights are on

Daddy DJ, please take me to the party

And let the music play, until the break of day”

## Produktion
Das Lied wurde von dem Daddy-DJ-Mitglied Jean Christophe Belval alias J&B produziert, der neben Bandkollege David Le Roy auch als Autor fungierte.

## Musikvideo
Das zu Daddy DJ veröffentlichte Musikvideo ist komplett animiert und wurde von der Produktionsfirma Aladin Net Prod produziert. Es orientiert sich am Inhalt des Songs und zeigt einen Jungen, der seinem Vater, der als DJ arbeitet, zuhause beim Üben für einen Auftritt zuschaut. Dabei weigert sich der Vater, eine Daddy-DJ-Platte zu spielen und geht abends in den Club, während der Junge frustriert zurückbleibt. Im Club legt der Vater vor zahlreichen tanzenden Menschen seine Musik auf und kehrt am nächsten Morgen übermüdet nachhause zurück, wo er auf dem Sofa einschläft. Abends geht er sofort wieder zum nächsten Auftritt. Diesmal schaltet sich der Sohn über Webcam auf einen Bildschirm am DJ-Pult und teleportiert sich durch diesen in den Club, wogegen sein Vater ins Kinderzimmer teleportiert wird. Nun legt der Sohn die Daddy-DJ-Schallplatte im Club auf, woraufhin das Publikum in Ekstase ausbricht und den Dancefloor füllt. Der Sohn wird daraufhin von einem Musikmanager unter Vertrag genommen und sitzt am Ende in einem Hochhaus mit der Aufschrift „Daddy DJ’s Records“.

## Single

### Covergestaltung
Das Singlecover ist in blauen Farbtönen gehalten und zeigt eine Comicfigur, die als DJ mit Kopfhörern an einem Mischpult steht und Schallplatten scratcht. Oben im Bild befindet sich der silberne Schriftzug daddy dj.

### Titellisten
Single
1. Daddy DJ (Chico & Tonio Radio Edit) – 3:36
2. Daddy DJ (Original Extended Mix) – 5:46

Maxi 1
1. Daddy DJ (Original Radio Edit) – 3:41
2. Daddy DJ (Chico & Tonio Radio Edit) – 3:36
3. Daddy DJ (J&B Trance Club Mix) – 5:59
4. Daddy DJ (Video) – 3:40

Maxi 2
1. Daddy DJ (Chico & Tonio Radio Edit) – 3:36
2. Daddy DJ (Original Extended Mix) – 5:46
3. Daddy DJ (Chico & Tonio Klub Mix) – 7:41
4. Daddy DJ (J&B feat. Mr. Manu Underground Mix) – 5:51
5. Daddy DJ (G-Box 2 Steps Lullaby Mix) – 5:45
6. Daddy DJ (Omnilab Remix) – 4:55

### Chartplatzierungen
Daddy DJ stieg am 9. Juli 2001 auf Platz 75 in die deutschen Singlecharts ein und erreichte elf Wochen später mit Rang sieben die höchste Position, auf der es sich zwei Wochen platzierte. Insgesamt konnte es sich 24 Wochen lang in den Top 100 halten, davon vier Wochen in den Top 10. Besonders erfolgreich war die Single in Schweden, Norwegen und Belgien-Wallonien, wo sie jeweils die Chartspitze belegte. Weitere Top-10-Platzierungen gelangen unter anderem in Frankreich, Dänemark, Finnland, Österreich und Spanien. In den deutschen Single-Jahrescharts 2001 erreichte der Song Rang 35.
| ChartsChartplatzierungen | Höchstplatzierung | Wochen |
| ------------------------ | ----------------- | ------ |
| Deutschland (GfK)        | 7 (24 Wo.)        | 24     |
| Frankreich (SNEP)        | 2 (34 Wo.)        | 34     |
| Österreich (Ö3)          | 8 (25 Wo.)        | 25     |
| Schweiz (IFPI)           | 22 (13 Wo.)       | 13     |

| ChartsJahrescharts (2000) | Platzierung |
| ------------------------- | ----------- |
| Frankreich (SNEP)         | 94          |

| ChartsJahrescharts (2001) | Platzierung |
| ------------------------- | ----------- |
| Deutschland (GfK)         | 35          |
| Frankreich (SNEP)         | 4           |
| Österreich (Ö3)           | 56          |

### Auszeichnungen für Musikverkäufe
Daddy DJ erhielt im Jahr 2001 in Frankreich für mehr als 750.000 verkaufte Einheiten eine Diamantene Schallplatte.

| Land/Region       | Auszeichnungen für Musikverkäufe (Land/Region, Auszeichnung, Verkäufe) | Verkäufe |
| ----------------- | ---------------------------------------------------------------------- | -------- |
| Belgien (BRMA)    | 2× Platin                                                              | 100.000  |
| Dänemark (IFPI)   | Platin                                                                 | 20.000   |
| Frankreich (SNEP) | Diamant                                                                | 750.000  |
| Norwegen (IFPI)   | Platin                                                                 | 20.000   |
| Schweden (IFPI)   | 2× Platin                                                              | 60.000   |
| Insgesamt         | 6× Platin · 1× Diamant ·                                               | 950.000  |

## Coverversionen
Im Jahr 2008 sampelte der schwedische Musiker Basshunter Daddy DJ für seinen Song All I Ever Wanted, der Platz 35 der deutschen Charts erreichte. Ein Jahr später wurde das Lied von der Animationsfigur Crazy Frog gecovert, die mit ihrer Version Rang vier in Frankreich belegte.